# Лаготис лежачий
Лаго́тис лежа́чий (лат. Lagotis decúmbens) — вид двудольных растений рода Лаготис (Lagotis) семейства Подорожниковые (Plantaginaceae).

## Название
Латинское родовое название и его русская транслитерация происходят др.-греч. λαγός — заяц и др.-греч. οὖς (в род. п. ὠτός) — ухо; по сходству двураздельной чашечки цветка с ушами зайца.
Русский видовой эпитет является переводом причастия лат. decumbens — лежачий, стелющийся.

## Ботаническое описание
Многолетнее травянистое растение, полностью голое, с укороченным корневищем около 6 мм толщиной, с многочисленными шнуровиными корнями, у шейки с одной-тремя яйцевидными чешуями, отсутствующими у молодых цветущих растений. Стебли в числе 1—3, распластанные или восходящие, 4—12 (до 20) см длиной, при основании утончающиеся до почти нитевидных, извилистые, наверху свекольно-красные, восходящие и здесь облиственные.
Прикорневые (базальные) листья в числе 5—10, тусклые, цельные, яйцевидные или овальные, крупнозубчатые, наверху тупые; листовая пластинка 2,5—6 см длиной и 1,5—3 см шириной, резко или постепенно переходит в длинный черешок длиной 6—7 см. Стеблевые листья сидячие в числе 3—4, значительно мельче прикорневых, яйцевидные, острые, к основанию суженные, по краям неясно зубчатые, сидячие или на коротких черешках.
Цветки сидят в пазухах прицветников. Прицветники полностью или только по краям сиреневые, широко овальные, нижние до 10 мм длиной и почти 7 см шириной, иногда по одному краю надрезанно-зубчатые. Чашечка 3,4—4 мм длиной, почти до основания разрезана на две тонкие, наверху мелкозубчатые или цельные лопасти. Венчик 6—8 мм длиной, в зеве около 7 мм шириной, голубой; отгиб в 1,5—2 раза короче трубки, верхняя губа цельнокрайная или выемчатая, нижняя губа глубоко-2—3-раздельная на короткие (1,5—3 мм диной) тупые лопасти. Тычинки прикреплены у основания верхней губы; нити короткие; пыльники синие. Столбик короче трубки венчика.
Плод — двугнёздная, двусемянная, светло-бурая коробочка до 4 мм длиной, содержащая два семени, одно из которых недоразвито.
В Средней Азии цветёт в июле — августе, плодоносит в августе — сентябре.

## Ареал
Средняя Азия (Восточный Памир и Тянь-Шань на территориях Кыргызстана и Таджикистана), Тибет.

## Экология
Произрастает в альпийских поясах высокогорных пустынь и опустыненно-криофильных степей, криофильной растительности; на каменисто-щебнистых склонах, моренах, осыпях, по берегам горных рек, ручьев, на высотах 3800—5500 м над уровнем моря.

## Классификация

### Таксономия
Lagotis decumbens Rupr., 1869, F.von der Osten-Saken, Sert. Tiansch.: 64.
Вид лаготис лежачий относится к роду Лаготис (Lagotis) из трибы Veroniceae семейства Подорожниковые (Plantaginaceae) порядка Ясноткоцветные (Lamiales).
Кладограмма в соответствии с Системой APG IV:
|  |                          |  |                                   |                                   |                          |  | еще 23 семейства | еще 23 семейства |                        |  |  |  | ещё 31 подтвержденный вид и 3 вида, ожидающих подтверждения |
|  |                          |  |                                   |                                   |                          |  | еще 23 семейства | еще 23 семейства |                        |  |  |  | ещё 31 подтвержденный вид и 3 вида, ожидающих подтверждения |
|  |                          |  |                                   | порядок Ясноткоцветные            |                          |  |                  |                  | род Лаготис            |  |  |  |                                                             |
|  |                          |  |                                   | порядок Ясноткоцветные            |                          |  |                  |                  | род Лаготис            |  |  |  |                                                             |
|  | клада Цветковые растения |  |                                   |                                   | семейство Подорожниковые |  |                  |                  | вид Лаготис Иконникова |  |  |  |                                                             |
|  | клада Цветковые растения |  |                                   |                                   | семейство Подорожниковые |  |                  |                  |                        |  |  |  |                                                             |
|  |                          |  | ещё 63 порядка цветковых растений | ещё 63 порядка цветковых растений |                          |  |                  | еще 106 родов    | еще 106 родов          |  |  |  |                                                             |
|  |                          |  |                                   | ещё 63 порядка цветковых растений |                          |  |                  |                  | еще 106 родов          |  |  |  |                                                             |

### Синонимы

#### Гетеротипные
- Lagotis glauca subsp. australis Maxim., 1882
- Gymnandra thomsonii C.B.Clarke ex Hemsl., 1902